# Meenakeri, Kudligi
Meenakeri là một làng thuộc tehsil Kudligi, huyện Bellary, bang Karnataka, Ấn Độ.